# Mikroregion Vysokomýtsko
Mikroregion Vysokomýtsko je dobrovolný svazek obcí v okresu Ústí nad Orlicí, jeho sídlem je Vysoké Mýto a jeho cílem je realizace strategického plánu trvale udržitelného rozvoje regionu svazku obcí a dalších aktivit v oblasti ekonomického rozvoje, rozvoje venkova, kvality života, ochrany životního prostředí, rozvoje cestovního ruchu, propagace regionu a vytváření příznivých vnitřních a vnějších vztahů schválených orgány svazku obcí. Svazek obcí může vyvíjet vlastní hospodářskou činnost. Sdružuje celkem 30 obcí a byl založen v roce 2001. 
V roce 2022, po 20 letech otálení, vstoupilo do svazku město Choceň.

## Obce sdružené v mikroregionu
- Bošín
- Bučina
- České Heřmanice
- Dobříkov
- Džbánov
- Choceň
- Javorník
- Koldín
- Leština
- Mostek
- Nasavrky
- Nové Hrady
- Oucmanice
- Podlesí
- Pustina
- Radhošť
- Slatina
- Sruby
- Sudslava
- Svatý Jiří
- Tisová
- Týnišťko
- Újezd u Chocně
- Vinary
- Vraclav
- Vračovice-Orlov
- Vysoké Mýto
- Zálší
- Zámrsk
- Zářecká Lhota

V minulosti náležela ke svazku obec Běstovice.